# Carro Armato Celere Sahariano
Carro Armato Celere Sahariano – włoski czołg pościgowy pochodzący z okresu II wojny światowej.
Podczas walk w Północnej Afryce w 1941 roku we włoskie ręce dostało się kilka brytyjskich czołgów  Mk VI Crusader. Zostały one wysoko ocenione przez włoskich specjalistów i w efekcie podjęto decyzję o opracowaniu zbliżonej konstrukcji przeznaczonej dla oddziałów włoskich. Zbudowano tylko prototyp tego czołgu. Dalsze prace przerwała kapitulacja Włoch w 1943 roku.